# Marina Txetxneva
Marina Pàvlova Txetxneva, rus: Марина Павловна Чечнева (15 d'agost de 1922 - 12 de gener de 1984)
fou una aviadora soviètica de Po-2 i comandant d'esquadró en la Gran Guerra Patriòtica. Va rebre el títol d'Heroïna de la Unió Soviètica el 15 d'agost de 1946, després d'haver completat 810 missions durant la guerra. Txetxneva és autora de cinc llibres sobre les seves experiències durant la guerra.

## Vida civil
Txetxneva va néixer en una família de classe obrera el 15 d'agost de 1922 al poble de Protàssovo, al raion de Maloarkhànguelsk de la gubèrnia d'Oriol, i va passar els seus primers cinc anys en aquesta zona desolada del nord de Rússia. El 1934 la seva família es va traslladar a Moscou. A l'edat de setze anys, Txetxneva es va inscriure en un aeroclub de la regió de Leningrad de Moscou, on va aprendre vol esportiu. Aspirava a convertir-se en aviadora professional, encoratjada pel seu pare, però amb l'oposició de la seva mare, i amb el suport de Valèria Khomiakova, un dels pilots d'instructors de vol del club i famosa pilot de caça. No obstant això, es va convertir en pilot instructor a l'Aeroclub Central de Moscou entre 1939 i 1941. Es va convertir en membre del Partit Comunista el 1942.

## Carrera a la Segona Guerra Mundial
Quan els alemanys van envair la Unió Soviètica el juny de 1941, el club fou evacuat a Stalingrad.
Txetxneva va poder unir-se al nou grup d'aviació femení format per Marina Raskova. Després de continuar la seva formació a l'escola d'aviació militar d'Engels, va ser destinada al 588è Regiment de Bombarders Nocturns com a pilot d'un Po-2.
El 1942, Txetxneva fou ascendida al rang de comandant de vol i va lluitar fortament en la batalla pel Caucas, per la qual fou guardonada amb una Orde de la Bandera Roja el 27 de setembre de 1942. A finals de l'estiu de 1943, va ser ascendida al rang de comandant d'esquadró i va seguir realitzant missions de bombardeig i entrenant altres soldats. Després de participar en campanyes per la península de Crimea, Belarús i Prússia Oriental, va obtenir una segona Orde de la Bandera roja. Cap al final de la guerra va combatre a Polònia i va estar a la ciutat de Świnoujście quan es va anunciar la victòria sobre l'Eix; Txetxneva va romandre breument a Polònia després que el regiment es dissolgués. Al llarg de la guerra va fer 810 bombardejos durant més de 1000 hores de vol en què va llançar 150 tones de materials, van destruir sis magatzems, cinc ponts, quatre bateries d'artilleria antiaèria, quatre projectors i un tren, a més de formar 40 navegadors i pilots per a la guerra.

## Vida posterior
Després de la guerra al novembre de 1945, Txetxneva es va casar amb el també pilot i Heroi de la Unió Soviètica Konstantín Davídov. La família es va traslladar a la Unió Soviètica el 1948, dos anys després de néixer la seva filla Valentina el 1946. El 1949 el seu marit, que treballava per a la DOSAAF, va morir en un accident aeri mentre pilotava un avió de Leningrad a Kalinin i va ser enterrat al Cementiri de Novodévitxi.
El mateix any, Marina Txetxneva va establir un rècord de velocitat amb l'avió esportiu Iak-18 i va ser guardonada amb el títol d'Honorat Mestre d'Esports de l'URSS. Posteriorment es va convertir en pilot certificat d'avions Iak-3, Iak-9, Iak-11, i Iak-18T i va dirigir un equip femení d'acrobàcies aèries que volava en desfilades, però va haver de deixar de volar el 1956 per motius de salut.
El 1963 es va graduar a l'Escola Superior del Partit al Comitè Central del PCUS. Va ocupar diversos càrrecs: va ser vicepresidenta de la Junta Central de la Societat d'Amistat Soviètica-Búlgara, membre de la presidència del Comitè Central del DOSAAF, membre de la presidència del Comitè de Veterans de la Unió Soviètica, membre del Comitè de dones soviètiques. Candidat de Ciències Històriques. És autora de diversos llibres i memòries sobre les seves experiències a la Segona Guerra Mundial.
Va morir a Moscou el 21 de gener de 1984 i va ser enterrada al Cementiri de Kuntsevo. El seu obituari es va col·locar al diari militar soviètic Kràsnaia Zvezdà. Hi ha carrers amb el seu nom a Oriol i Katxa.

## Obres
- «Самолёты уходят в ночь» / Els avions entren en la nit — M., 1962.
- «Боевые подруги мои» / Els meus amics de lluita — M., 1975.
- «Небо остается нашим» / El cel roman nostre — M., 1976.
- «„Ласточки“ над фронтом» / "Orenetes" sobre el front  — M., 1984.
- Повесть о Жене Рудневой / Història de Jénia Rúdneva — M.: Rússia Soviètica, 1978.